# Fenriz Presents... The Best of Old-School Black Metal
'Fenriz Presents ...The Best of Old School Black Metal - album kompilacyjny, opracowany przez perkusistę norweskiej grupy blackmetalowej Darkthrone, Fenriza. 

## Lista utworów
1. Blasphemy - „Winds Of The Black Godz"
2. Sarcófago - „Satanic Lust"
3. Celtic Frost - „Dawn Of Megiddo"
4. Nattefrost - „Sluts Of Hell"
5. Mercyful Fate - „Evil"
6. Sodom - „Burst Command Til War”
7. Tormentor - „Elisabeth Bathory"
8. Aura Noir - „Blood Unity"
9. Destruction - „Curse The Gods"
10. Samael - „Into the Pentagram"
11. Bulldozer - „Whisky Time"
12. Mayhem - „The Freezing Moon"
13. Hellhammer - „The Third Of The Storms"
14. Burzum - „Ea, Lord Of The Deeps"
15. Venom - „Warhead"
16. Bathory - „Dies Irae"